# Seven Days in Utopia
Seven Days in Utopia es un cortometraje (drama religioso) dirigido por Matt Russell, protagonizada por Robert Duvall, Lucas Black, Melissa Leo y Deborah Ann Woll. 
La película está basada en el libro Viaje Sagrado de Golf: Siete días conectado con utopía por el Dr. David Lamar Cook, un psicólogo y Ph.D. en "Deporte y Psicología del Rendimiento" de la Universidad de Virginia(University of Virginia). En la versión cinematográfica del libro, Lucas Black interpreta a Lucas Chisholm, un joven golfista profesional que tiene un colapso durante un torneo, después de disparar 80 en la ronda final. Luego del torneo Chisholm estrella su coche contra una valla y conoce a Johnny Crawford (Robert Duvall), de quien obtiene sabiduría de vida. 
Después de una cierta instrucción y orientación, Chisholm entra en el campeonato Valero Texas Open, donde termina en un desempate con el mejor golfista del mundo, T.K. Oh (K.J. Choi). 
Fue filmada en (Utopia, Texas) y Fredericksburg, Texas y fue lanzada el 2 de septiembre de 2011 en los Estados Unidos.

## Reparto
- Robert Duvall es Johnny Crawford.
- Lucas Black es Luke Chisholm.
- Melissa Leo es Lily.
- Deborah Ann Woll es Sarah.
- K. J. Choi es T. K. Oh
- Brandel Chamblee es El mismo.
- Rickie Fowler es El mismo.
- Stewart Cink es El mismo.
- Rich Beem es El mismo.

## Recepción
La película recibió críticas negativas de los críticos en general.   The Hollywood Reporter  señaló "Dudosa inspiración sobre la búsqueda de Dios a través de golf, 'Seven Days in Utopia' se le debe dar crédito por dar algo nuevo en las películas" y "hecho en casa, leche casera, buena pieza para todo público. No es el tipo de película que los espectadores más urbanos están acostumbrados a ver, pero si "Visio Entertainment" sabe cómo llegar a las audiencias de hogares cristianos, 'Utopía' encontrará los brazos abiertos en una amplia franja del Cinturón de la Biblia y el Sur". La revista Salon señaló que esta "película cristiana dilapida elenco ganador del Oscar" y cuestionó "¿por qué estos talentosos artistas están de acuerdo en aparecer en esta pieza".  The New York Tiempos  lo describió como "una película híbrida de instrucción atlética y sermón cristiano".
Publicaciones conservadoras proporcionaron comentarios poco más mixtos. La revista evangélica  Cristianismo Hoy , criticó la película de "perezosamente llena de clichés" y no cumplir con "personajes genuinos o contar historias plausibles," mientras que el  New York Post  dio a la película dos de de cuatro estrellas y afirmó que "es mas agradable de lo que te imaginas", gracias a la actuación de Duvall y un "excelente equipo de producción".